# باري وليامز (رامي مطرقة)
باري وليامز (بالإنجليزية: Barry Williams) هو رامي مطرقة بريطاني، ولد في 5 مارس 1947.

## وصلات خارجية
- باري وليامز على موقع الاتحاد الدولي لألعاب القوى (الإنجليزية)
- باري وليامز على موقع أوليمبيديا (الإنجليزية)
- باري وليامز على موقع اللجنة الأولمبية البريطانية (الإنجليزية)